# Guatemala en los Juegos Olímpicos
Guatemala en los Juegos Olímpicos está representada por el Comité Olímpico Guatemalteco, creado en 1947 y reconocido por el Comité Olímpico Internacional en el mismo año.
Ha participado en 16 ediciones de los Juegos Olímpicos de Verano, su primera presencia tuvo lugar en Helsinki 1952. El país ha obtenido tres medallas en las ediciones de verano: una de oro, una de plata y una de bronce.
En los Juegos Olímpicos de Invierno ha participado en una ocasión, en Calgary 1988. El país no ha conseguido ninguna medalla en las ediciones de invierno.

## Medallero

### Por edición
| Evento              | Oro | Plata | Bronce | Total |
| ------------------- | --- | ----- | ------ | ----- |
| Helsinki 1952       | 0   | 0     | 0      | 0     |
| 1956 – 1964         | –   | –     | –      | –     |
| México 1968         | 0   | 0     | 0      | 0     |
| Múnich 1972         | 0   | 0     | 0      | 0     |
| Montreal 1976       | 0   | 0     | 0      | 0     |
| Moscú 1980          | 0   | 0     | 0      | 0     |
| Los Ángeles 1984    | 0   | 0     | 0      | 0     |
| Seúl 1988           | 0   | 0     | 0      | 0     |
| Barcelona 1992      | 0   | 0     | 0      | 0     |
| Atlanta 1996        | 0   | 0     | 0      | 0     |
| Sídney 2000         | 0   | 0     | 0      | 0     |
| Atenas 2004         | 0   | 0     | 0      | 0     |
| Pekín 2008          | 0   | 0     | 0      | 0     |
| Londres 2012        | 0   | 1     | 0      | 1     |
| Río de Janeiro 2016 | 0   | 0     | 0      | 0     |
| Tokio 2020          | 0   | 0     | 0      | 0     |
| París 2024          | 1   | 0     | 1      | 2     |
| TOTAL               | 1   | 1     | 1      | 3     |

| Evento       | Oro | Plata | Bronce | Total |
| ------------ | --- | ----- | ------ | ----- |
| Calgary 1988 | 0   | 0     | 0      | 0     |
| 1992 – 2022  | –   | –     | –      | –     |
| TOTAL        | 0   | 0     | 0      | 0     |

### Por deporte
Deportes de verano
| Evento    | Oro | Plata | Bronce | Total |
| --------- | --- | ----- | ------ | ----- |
| Atletismo | 0   | 1     | 0      | 1     |
| Tiro      | 1   | 0     | 1      | 2     |
| TOTAL     | 1   | 1     | 1      | 3     |